# Monteriggioni

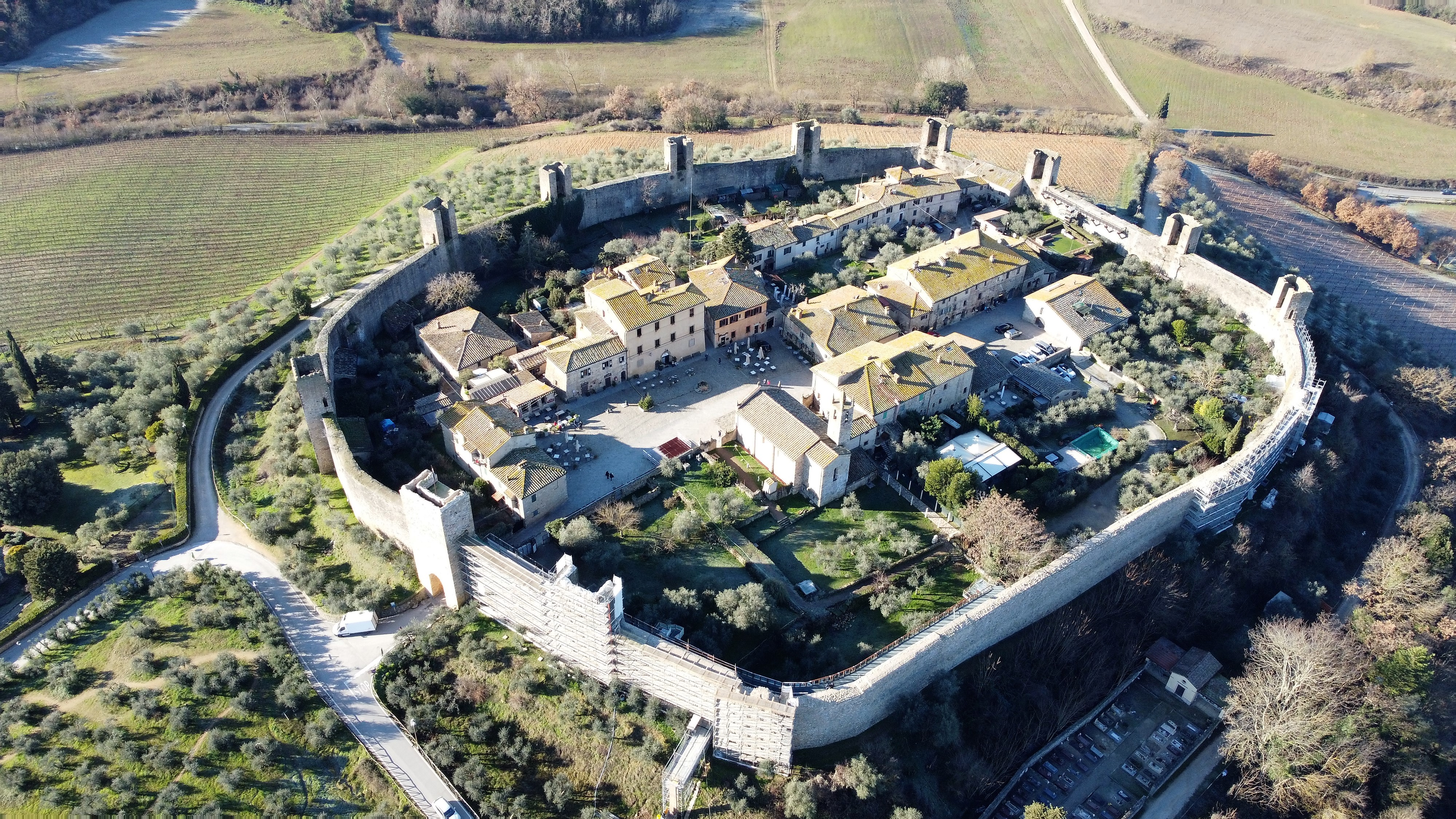
Veduta panoramica aerea delle mura di Monteriggioni (2022)

Monteriggioni è un comune italiano di 9 973 abitanti della provincia di Siena in Toscana. Fa parte della cosiddetta Montagnola Senese.

## Geografia fisica

### Territorio
(Dante Alighieri, Inferno canto XXXI, vv. 40-45)
Il territorio di Monteriggioni presenta al suo interno tratti fisici molto differenziati: si può infatti notare facilmente come attorno al rilievo del Montemaggio siano presenti alcune piccole pianure come Pian del Lago e pian del Casone, il Canneto, alternate a una serie di piccole valli formate da torrenti e ruscelli che caratterizzano la parte centrale e orientale del territorio.

### Clima
- Diffusività atmosferica: alta, Ibimet CNR 2002

## Storia

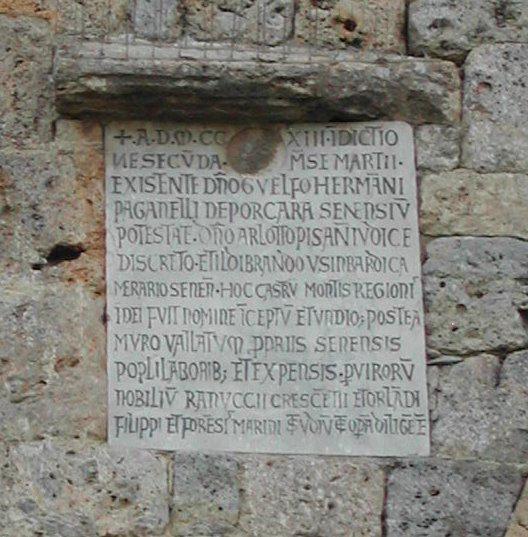
Nell'anno del Signore 1213, indizione seconda, nel mese di marzo al tempo del Signore Guelfo di Ermanno di Paganello da Porcari Podestà di Siena, del Signore Arlotto da Pisa, giudice oculato, e di Ildebrando di Usimbardo camerario di Siena, questo castello di Monteriggioni fu iniziato nel nome di Dio e quindi racchiuso completamente da mura con spese e lavori sostenuti in proprio dal popolo di Siena

### Il Medioevo

#### Le origini
Il Castello di Monteriggioni fu costruito dai senesi, per ordinanza del podestà Guelfo da Porcari, in un periodo compreso tra il 1213 e il 1219. Il terreno, acquistato dalla famiglia nobile Da Staggia, era la sede di un'antica fattoria longobarda (la denominazione di Montis Regis probabilmente indicava un fondo di proprietà regale o che godeva di esenzioni fiscali da parte della corona).
La costruzione del castello per opera della Repubblica di Siena ebbe principalmente scopo difensivo, in quanto il borgo sorse sul monte Ala in posizione di dominio e sorveglianza della Francigena, per controllare le valli dell'Elsa e dello Staggia in direzione di Firenze, storica rivale di Siena.
L'edificazione praticamente ex novo di un castello rappresentava una novità nella politica espansionistica senese: in precedenza, infatti, la città aveva acquistato castelli già esistenti, come quello di Quercegrossa.
Il tracciato circolare delle mura fu ottenuto semplicemente seguendo l'andamento naturale della collina.
Non c'è accordo degli storici sull'eventuale presenza del ponte levatoio. Certa è invece la presenza delle saracinesche, ovvero spesse porte di legno ricoperte di ferro che venivano azionate tramite carrucole. Anche oggi le due porte presentano i segni dei cardini e delle buche causati dalle stanghe di chiusura. Sulla porta San Giovanni si possono anche notare i segni del rivellino, un'altra struttura difensiva di forma rettangolare collocata di fronte alla porta e anch'essa dotata di un ponte levatoio o di una seconda porta.
Il Castello di Monteriggioni era inoltre circondato dalle cosiddette carbonaie, ovvero fossati pieni di carbone che veniva incendiato per respingere gli assalti.

#### Eventi successivi
Dopo l'edificazione del castello i fiorentini e i senesi si batterono per il suo possesso nel 1244, quando i guelfi fiorentini espulsi dalla loro città entrarono a Monteriggioni, ma raggiunti dai ghibellini aiutati dai senesi furono catturati e uccisi, e nel 1254, quando rientrati i guelfi a Firenze misero sotto assedio Monteriggioni che resistette sino a che la guarnigione tedesca, mal pagata e raggiunta dalla notizia della morte del loro re Corrado IV a Napoli, si fece corrompere e consegnò il fortilizio. Ma già nel 1234 i fiorentini misero a ferro e a fuoco le terre senesi e papa Gregorio IX si adoperò per la pace allo scopo di evitare che l'imperatore Federico II intervenisse per aiutare la città ghibellina di Siena. Il trattato di pace venne firmato a Monteriggioni e si definirono i nuovi confini tra le due città rivali: Siena dovette cedere Poggibonsi, liberare Montalcino e riconsegnare Chianciano.
Nel 1269, dopo la battaglia di Colle (ricordata da Dante nel XIII canto del Purgatorio), i senesi sconfitti si rifugiarono a Monteriggioni, assediato, ma invano, dai fiorentini.
In seguito alla peste del 1348 - 1349 i senesi decisero di far risiedere a Monteriggioni un capitano con alcuni fanti per proteggere la popolazione dai malfattori che imperversavano nella zona.
Nel 1380, secondo quanto si può leggere negli statuti del comune et uomini di Monteriggioni, gli abitanti di Monteriggioni erano considerati "cittadini di Siena".
Nel 1383 un gruppo di esuli senesi si impadronì del Castello con l'inganno, ma si arrese poco dopo.

### L'età moderna
Tra il 1400 e il 1500 furono interrate le mura per resistere meglio ai colpi dell'artiglieria. Si rese quindi inutile anche l'utilizzo delle carbonaie.
Nel 1526 i fiorentini assediarono Monteriggioni con 2 000 fanti e 500 cavalieri, bombardando le mura con l'artiglieria. Il Castello di Monteriggioni però resistette e, il 25 luglio di quello stesso anno, nella battaglia di Camollia, i senesi sconfissero l'esercito pontificio, alleato dei fiorentini, che interruppero immediatamente l'assedio.
Il 27 aprile del 1554 Monteriggioni venne ceduto a tradimento, senza alcun combattimento, dal capitano Bernardino Zeti, fuoriuscito fiorentino, al Marchese di Marignano che nel 1555 sconfisse definitivamente la Repubblica di Siena. Questo episodio è considerato dagli storici come l'evento che segna il termine dell'epoca comunale in Italia.
Cosimo I dei Medici impose la sua signoria sul territorio e gli abitanti di Monteriggioni vennero portati schiavi a Firenze.
Monteriggioni fu poi ceduta dai Medici alla famiglia Golia di Siena, che a loro volta lo cedettero ai Batta. Fu poi incluso nel ducato di Gian Galeazzo Visconti, pervenendo poi ai Fabbroni, ai Daddi e nel 1704 agli Accarigi, che passarono il vitalizio alla famiglia Griccioli, che tuttora mantiene possedimenti nel castello e nelle campagne circostanti.

### Monteriggioni e la Via Francigena

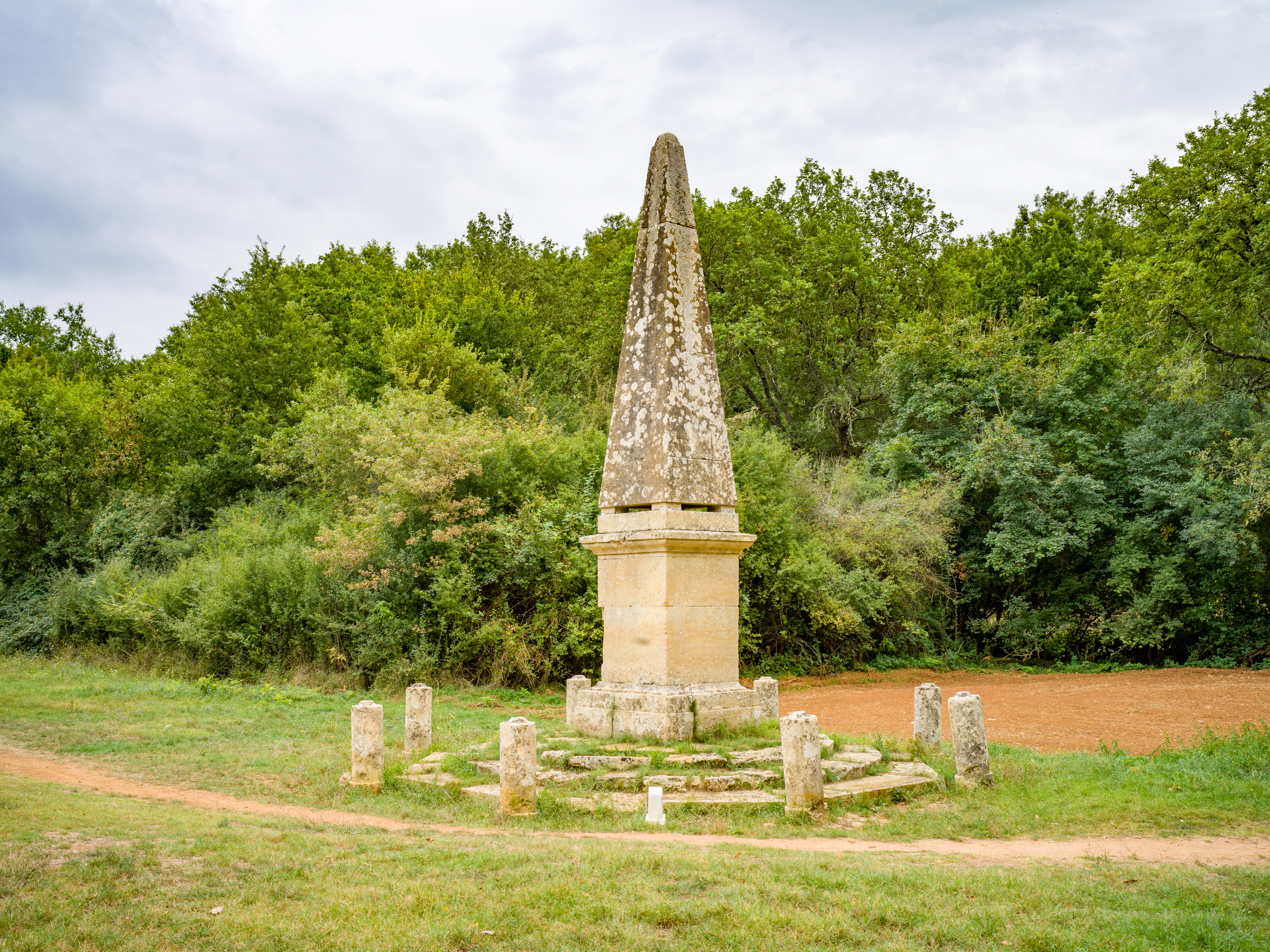
La Piramide, obelisco commemorativo del lavoro di bonifica del Granduca di Toscana Pietro Leopoldo del Pian del Lago sulla Via Francigena

Negli ultimi anni Monteriggioni ha assunto maggiore rilevanza turistica essendo stata inserita all'interno del percorso della Via Francigena dal Consiglio D'Europa, fa quindi parte degli Itinerari Culturali.  In questo contesto costituisce la tappa 32. Si tratta di un percorso a piedi che parte da Piazza Roma di Monteriggioni e arriva a Piazza del Campo di Siena, per un percorso di 20,6 km.  Per questa sua rilevanza nell'ambito della Via Francigena è stato inserito all'interno di un progetto di ricostruzione territoriale del paesaggio medioevale.

### Simboli
Stemma
Lo stemma è stato riconosciuto con decreto del capo del governo del 16 dicembre 1936.
(D.C.G. del 16 dicembre 1936)
Gonfalone
Il gonfalone è stato concesso con decreto del presidente della Repubblica del 14 gennaio 1970.
(D.P.R. del 14 gennaio 1970)

## Monumenti e luoghi d'interesse

### Architetture religiose

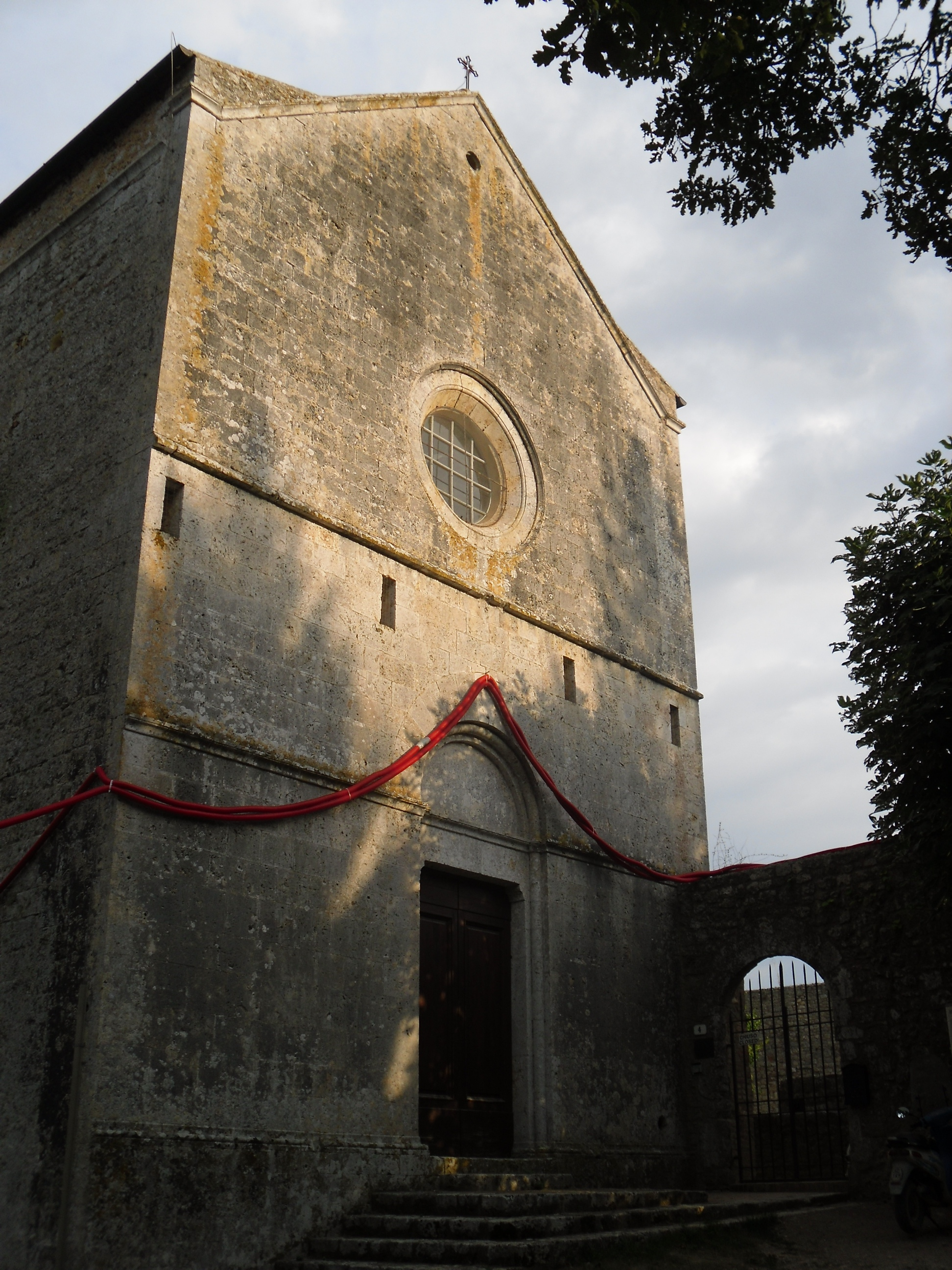
Eremo di San Leonardo al Lago

Nel territorio di Monteriggioni si trovano numerosi centri di importanza storico-artistica da ricordare:
- Chiesa di Santa Maria Assunta

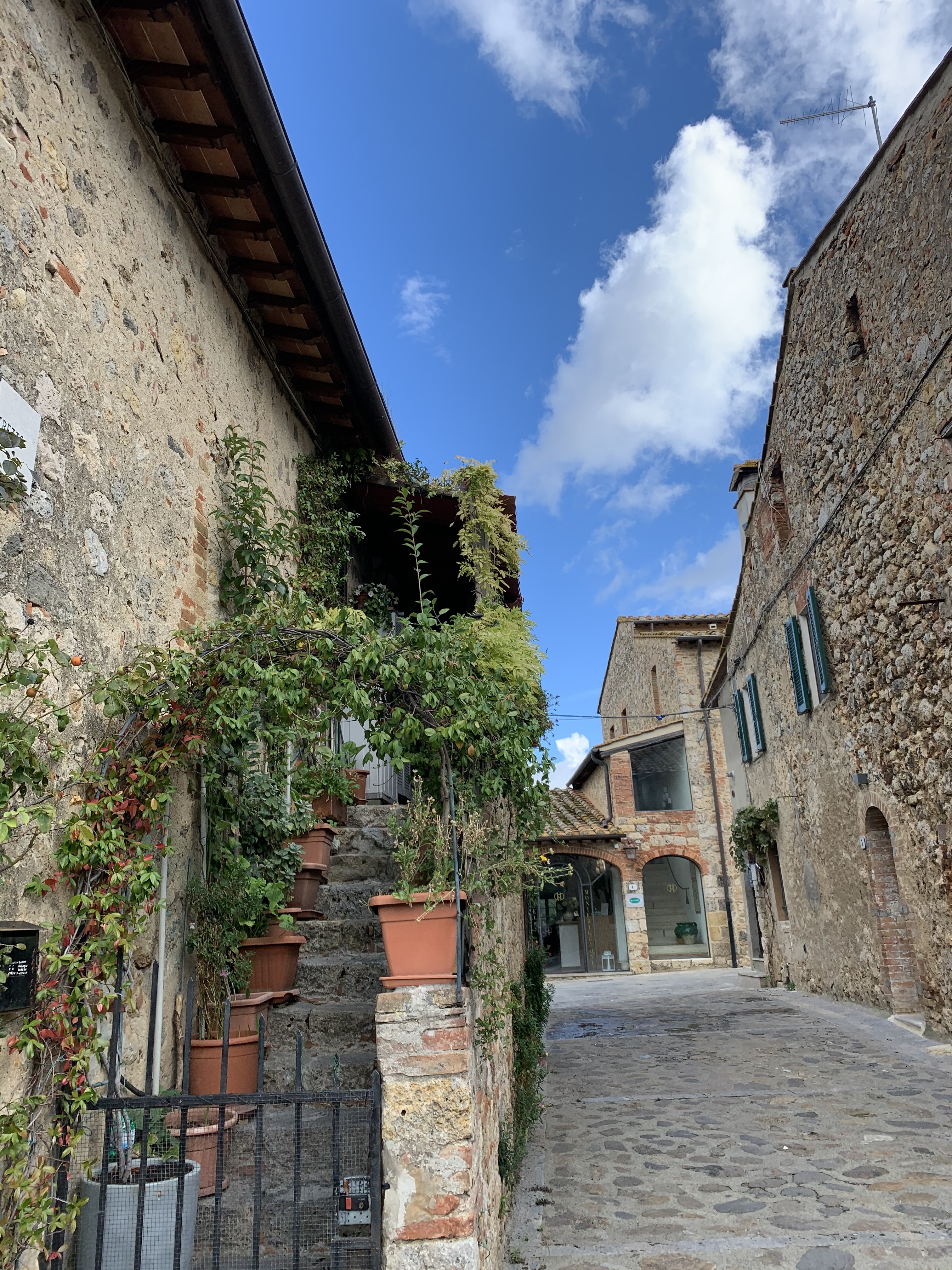
Scorcio del centro

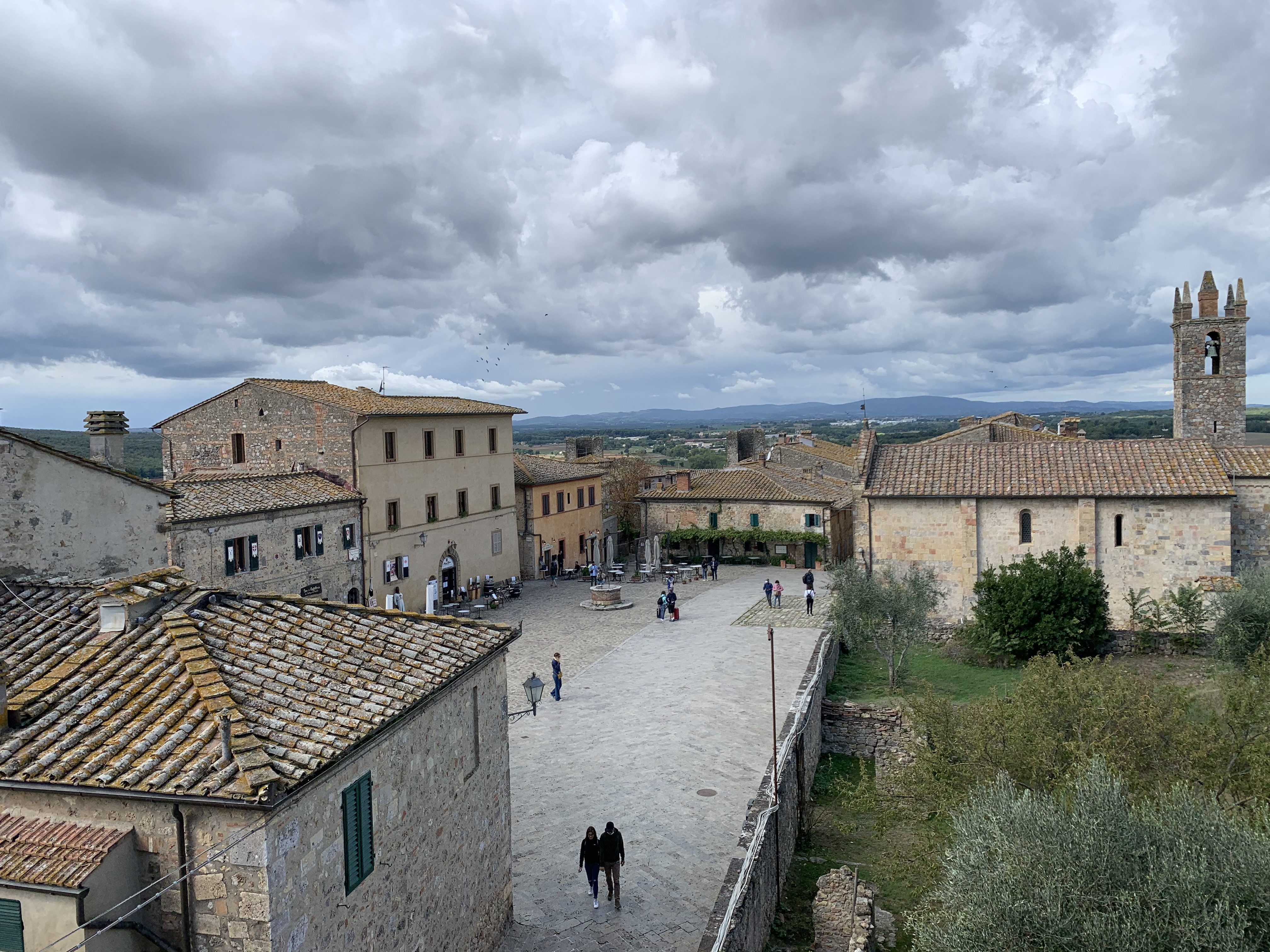
Monteriggioni vista dalle mura

- Badia dei Santi Salvatore e Cirino ad Abbadia a Isola
- Pieve di Santa Maria a Castello
- Chiesa di San Rocco a Badesse
- Chiesa di San Giovanni Evangelista a Basciano
- Chiesa del Beato Ambrogio Sansedoni a Belverde
- Chiesa di Cristo Re e Maria Nascente a Castellina Scalo
- Chiesa di San Giovanni Battista a Lornano
- Chiesa di San Bartolomeo a Riciano
- Chiesa Santi Pietro e Paolo a Santa Colomba
- Chiesa di San Martino a Strove
- Chiesa dei Santi Erasmo e Marcellino a Uopini
- Chiesa di San Dalmazio, presso Tognazza
- Chiesa di Santa Maria Maddalena a Santonovo, presso Montarioso
- Chiesa di San Lorenzo a Colle Ciupi
- Chiesa di San Michele Arcangelo a Fungaia
- Chiesa di Santa Maria Assunta a Poggiolo
- Eremo di San Leonardo al Lago

### Architetture civili
- Villa di Stomennano
- "Casa Giubileo sul Montemaggio". La Casa Giubileo sorge sul luogo in cui il 28 marzo del 1944 avvenne l'eccidio di Montemaggio durante il quale furono uccisi diciannove giovani partigiani.

### Architetture militari
Mura
Dal 2005 è possibile percorrere due tratti degli antichi camminamenti di ronda sulle mura, dai quali si godono stupendi panorami sul Chianti e sulla Montagnola Senese. L'accesso  è a pagamento ed il biglietto comprende dal 2023 la visita al Museo Archeologico Monteriggioni, nella vicina  Abbadia a Isola. 
La torre della bonifica
La pianura ai piedi di Monteriggioni era occupata da una palude, ai margini della quale si fronteggiavano Monteriggioni e l'antica Abbadia a Isola, che dipendeva dal vescovo di Volterra. Quando i monaci dell'Abbazia cominciarono la bonifica idraulica della palude scavando una galleria per far defluire le acque, i senesi la riempivano nottetempo perché la palude era una protezione naturale contro gli eserciti nemici. La questione andò avanti per molto tempo, finché nel 1246 si giunse a un compromesso: i monaci ultimarono la galleria, e i senesi conservarono una consistente area a ridosso del castello. Ancora oggi, nella pianura bonificata, emerge una vecchia torre, situata proprio sopra la galleria sotterranea: serviva da sfiatatoio e da ingresso per la manutenzione della galleria, che oggi non è più percorribile, perché intasata da detriti.

#### Altro
- Castiglionalto, o Castiglion Ghinibaldi
- Castello della Chiocciola
- Castel Pietraio

### Aree naturali

#### Parco turistico sulla via Francigena
Percorso lungo la via Francigena con pannelli di spiegazione della flora e della fauna locale, della storia e delle leggende.

## Società

### Evoluzione demografica
Abitanti censiti

### Etnie e minoranze straniere
Secondo i dati ISTAT al 31 dicembre 2010 la popolazione straniera residente era di 693 persone. Le nazionalità maggiormente rappresentate in base alla loro percentuale sul totale della popolazione residente erano:

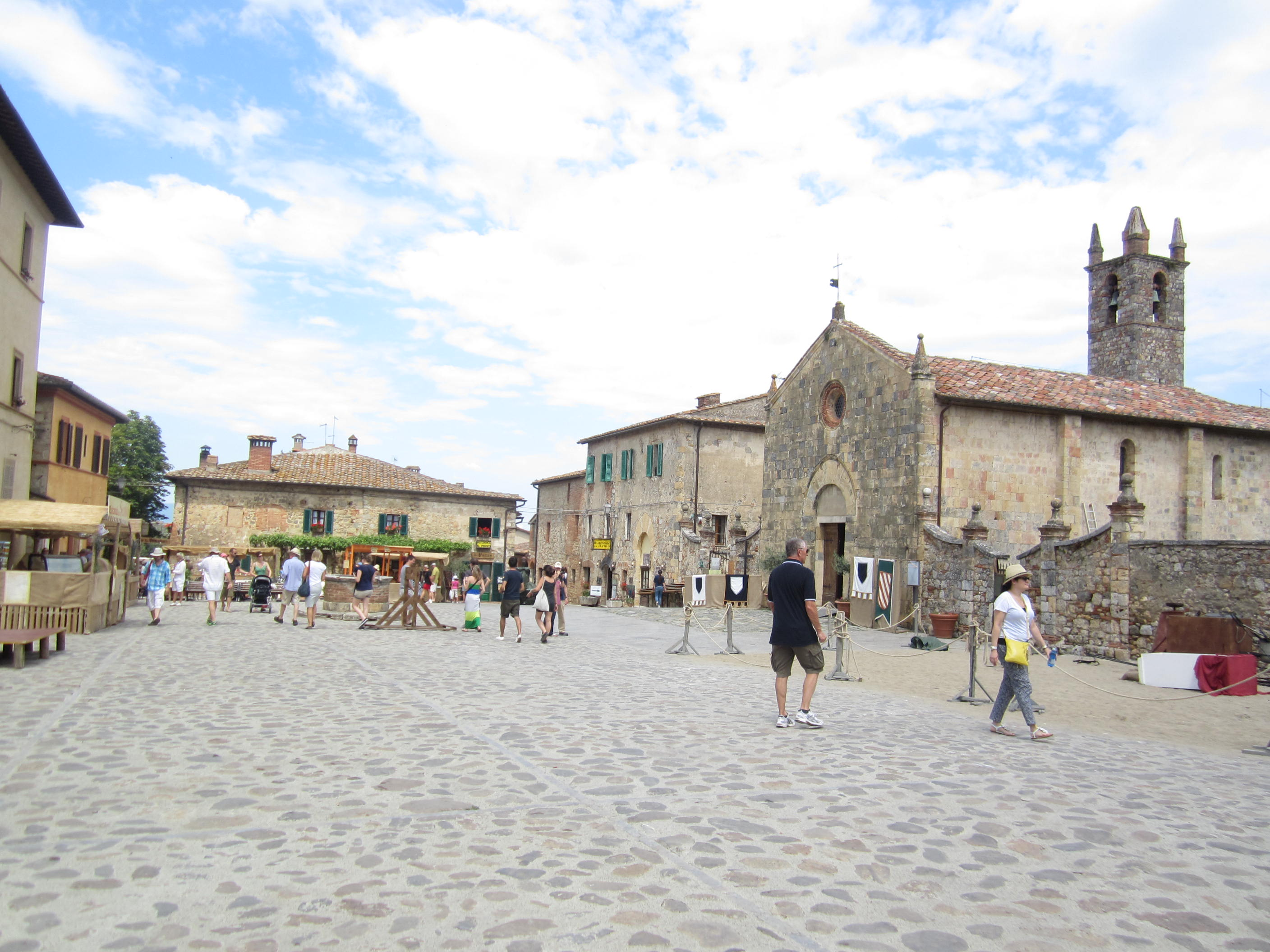
Piazza Roma

- Albania 200 2,18%
- Romania 142 1,55%

## Cultura

### Istruzione

#### Museo delle armature
A Monteriggioni è stato allestito un Museo delle armi e delle armature, che ospita fedeli riproduzioni artigianali di armi e armature medievali e rinascimentali.

### Media

#### Videogiochi
- Il borgo è stato ricostruito in Stronghold Deluxe come mappa di assedio.
- Una libera ricostruzione di Monteriggioni è presente inoltre nei videogiochi Assassin's Creed II e Assassin's Creed: Brotherhood in qualità di residenza della famiglia Auditore da Firenze e sede della cripta degli Assassini; la differenza più visibile è che al paese è stata aggiunta una sezione a nord in cui si trovano la lussuosa villa e i giardini circostanti. In particolar modo, nel capitolo "Brotherhood" della fortunata saga viene riprodotta una battaglia tra Monteriggioni e l'esercito dello Stato Pontificio comandato da Cesare Borgia nel 1500, anche se questo scontro non si è mai verificato nella realtà.

### Cinema
A Monteriggioni sono state girate diverse scene di numerosi film, fra i quali:
- Il principe delle volpi, regia di Henry King con Tyrone Power e Orson Welles (1949)
- Una cavalla tutta nuda, regia di Franco Rossetti con Don Backy e Barbara Bouchet (1972)
- Cari fottutissimi amici, regia di Mario Monicelli (1994)
- Con gli occhi chiusi, regia di Francesca Archibugi (1994)
- Io ballo da sola, regia di Bernardo Bertolucci (1996)
- Il paziente inglese, regia di Anthony Minghella (1996)
- Io amo Andrea, regia di Francesco Nuti (1999)
- Un tè con Mussolini, regia di Franco Zeffirelli (1999)
- Il gladiatore, regia di Ridley Scott (2000)
- Amici miei - Come tutto ebbe inizio, regia di Neri Parenti (2010)

## Geografia antropica

### Urbanistica

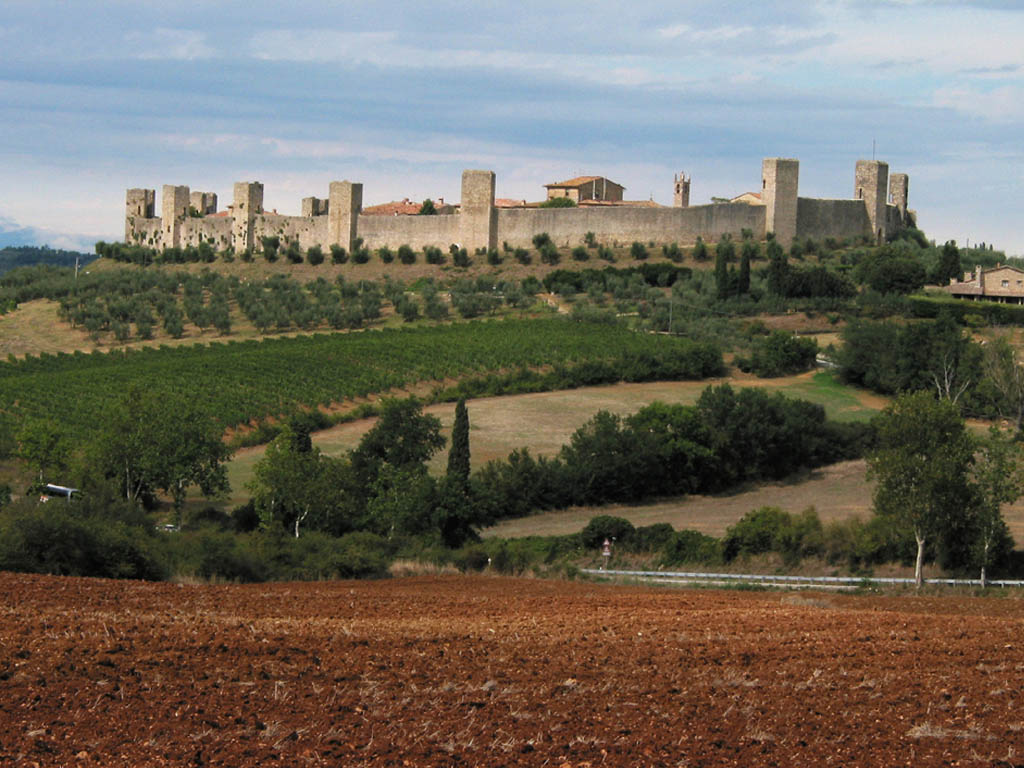
Il castello di Monteriggioni

Il nucleo di Monteriggioni è un piccolo borgo fortificato.
Il castello è circondato da una massiccia cinta muraria di forma ellittica dello spessore di ben 2 metri, intervallata da 15 torri e due porte, che cinge un colle chiamato monte Ala. Le torri, oggi, si elevano al di sopra delle mura per 6,5 metri, con uno spessore di 4x6 metri, e ne sono visibili soltanto 11: le altre quattro sono state ridotte al livello delle mura (sono state cimate) le 11 rialzate sono state, per così dire, restaurate negli anni venti, in occasione del centenario dantesco del 1921, perché visibili dall'allora via di transito principale, la Cassia. Sopra la cinta muraria correva un camminamento che percorreva l'intero perimetro. Nel 2005 sono state ricostruite alcune parti del camminamento, da cui è possibile osservare il panorama.
La Porta Franca o Romea (orientata verso Siena) sorge alla base di un torrione mentre quella verso Firenze, porta di sotto, si apre nelle mura ed è a fianco da una delle torri del perimetro fortificato.

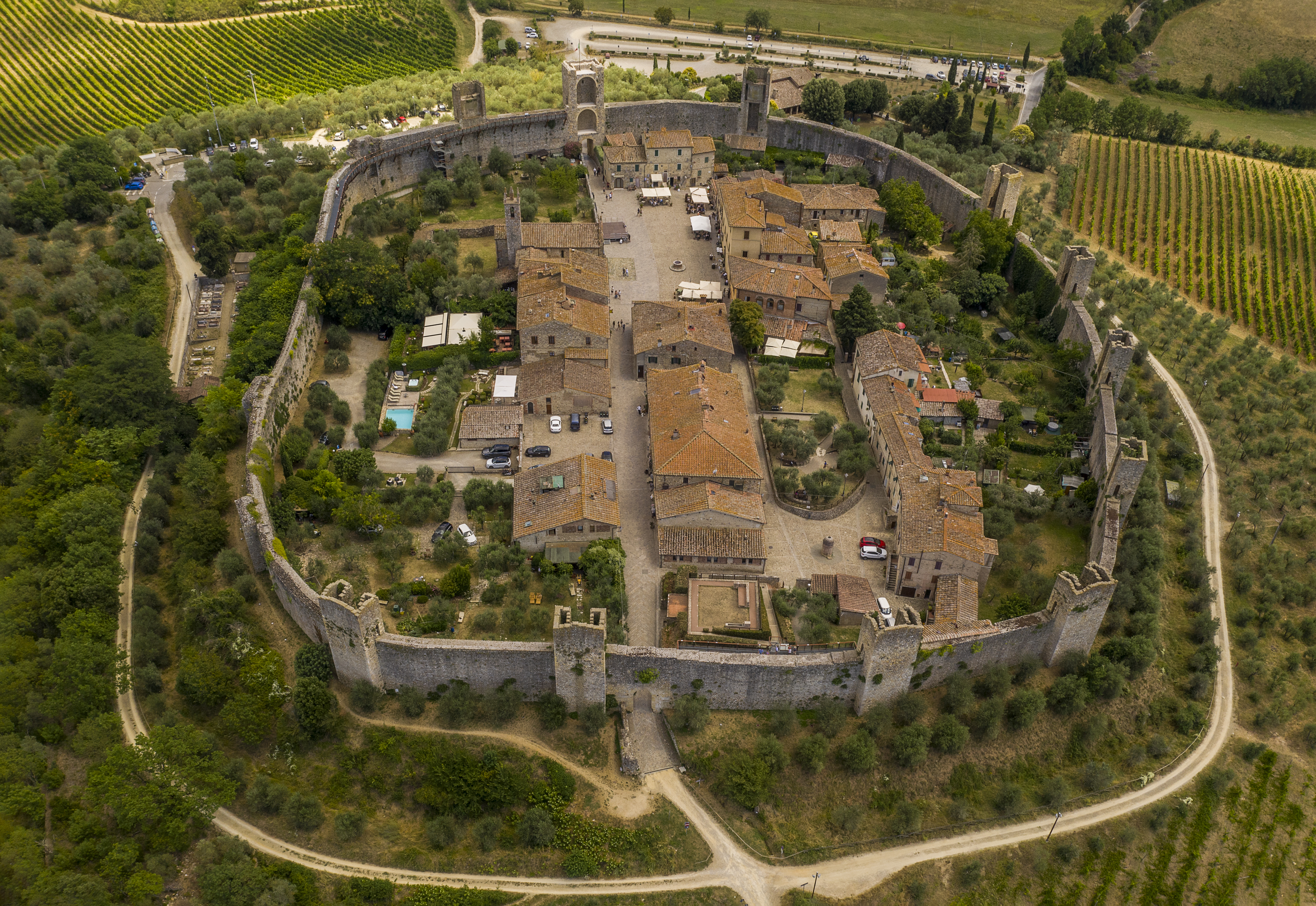
L'abitato dall'alto

Entrando dalla Porta Franca o Romea, che in origine era dotata di una pesante cancellata che veniva abbassata in caso di pericolo, si accede a piazza Dante Alighieri, il cuore del borgo. La piazza in origine era "a sterro", ovvero senza pavimentazione, ma fu lastricata negli anni settanta con pietra proveniente dalle cave di Rosia (detta Pietra da Torre). A tutt'oggi la piazza è circondata da giardini e orti, molto importanti in passato per permettere la sopravvivenza della popolazione anche in caso di assedio.
Sulla piazza si affaccia la chiesa di Santa Maria Assunta.
Uno dei borghi più antichi del territorio è quello di Abbadia a Isola, oltre Abbadia è possibile visitare Strove, un antichissimo borgo di poco posteriore al VI secolo, con una preziosa pieve a capanna. All'interno delle ex paludi del Canneto e nei pressi di Scarna si trova una necropoli etrusca, risalente al IV secolo a.C.
Altri luoghi di notevole importanza sono il trecentesco Castello della Chiocciola e la villa di Santa Colomba che, a cavallo fra XV secolo e XVI secolo, fu la residenza del signore di Siena Pandolfo Petrucci.

### Frazioni
Nel territorio comunale di Monteriggioni si trovano le seguenti frazioni:
- Abbadia a Isola (200 m s.l.m., 146 abitanti)[13]
- Badesse (226 m s.l.m., 512 abitanti)[13]
- Basciano (328 m s.l.m., 73 abitanti)[13]
- Belverde-Montarioso (358 m s.l.m., 1 189 abitanti)[13]
- Castellina Scalo (192 m s.l.m., 2 437 abitanti)[13]
- Lornano (300 m s.l.m., 86 abitanti)[13]
- Quercegrossa (342 m s.l.m., 426 abitanti)[13][14]
- Santa Colomba (338 m s.l.m., 54 abitanti)[13]
- Strove (262 m s.l.m., 149 abitanti)[13]
- Tognazza (340 m s.l.m., 417 abitanti)[13]
- Uopini (352 m s.l.m., 471 abitanti)[13]

### Altre località del territorio
Tra le altre località notevoli si ricordano: Acquaviva, Bivio Santo Stefano, Bracciano, Campo di Fiori, Cannuccio, Carpineta, Casa Nuova, Case Operaie, Casone, Castiglionalto, Ceppo, Colle Ciupi, Colombaio, Corpo Santo, Ficareto, Fontebecci-Montecelso, Fornacelle, Fungaia, Gabbricce, La Colonna, La Ripa, La Villa, Monteresi, Pieve a Castello, Poggiolo, Riciano, San Dalmazio, San Martino, Santa Barbara-Miniera, Santa Lucia, Santo Stefano, Scorgiano, Sensano, Stomennano, Vignaglia, Villa Parigini.

## Economia

### Agricoltura e allevamento
Nel passato l'economia di Monteriggioni era a carattere prevalentemente agricolo e pastorale. Prosperavano infatti coltivazioni di viti e olivi alternate a zone boschive che erano in grado di offrire il nutrimento necessario all'allevamento di bovini e suini, oltre al legname e al carbone.
Attualmente del settore agricolo rimangono solamente la coltivazione di cereali e dell'uva, mentre si è avuto uno sviluppo in senso industriale nel settore enologico, chimico, alimentare, della lavorazione del ferro e dell'arredamento. Sono presenti anche aziende artigiane che producono ceramiche, lavori in legno, in marmo e in granito. Inoltre, la località è rinomata per l'arte del ricamo e del merletto.
All'interno del borgo, inoltre, operano molte rivendite di vino Chianti e negozi di artigianato e antiquariato; il paese ha inoltre ottenuto il riconoscimento di Bandiera arancione del Touring Club Italiano.

## Infrastrutture e trasporti

### Ferrovie
Il paese è servito da due stazioni ferroviarie poste sulla linea Empoli - Siena. La stazione di Castellina in Chianti-Monteriggioni si trova nella frazione di Castellina Scalo, distante dal capoluogo circa 4 km, e la stazione di Badesse si trova nella frazione di Badesse, circa 6 km distante dal capoluogo.

## Amministrazione
Di seguito è presentata una tabella relativa alle amministrazioni che si sono succedute in questo comune.
| Periodo        | Periodo        | Primo cittadino  | Partito                                           | Carica  | Note   |
| -------------- | -------------- | ---------------- | ------------------------------------------------- | ------- | ------ |
| 21 marzo 1986  | 18 giugno 1990 | Remo Carli       | Partito Comunista Italiano                        | Sindaco | [ 17 ] |
| 18 giugno 1990 | 24 aprile 1995 | Vasco Valeri     | Partito Democratico della Sinistra                | Sindaco | [ 17 ] |
| 24 aprile 1995 | 14 giugno 1999 | Paolo Casprini   | lista civica                                      | Sindaco | [ 17 ] |
| 14 giugno 1999 | 14 giugno 2004 | Paolo Casprini   | lista civica                                      | Sindaco | [ 17 ] |
| 14 giugno 2004 | 8 giugno 2009  | Bruno Valentini  | centro-sinistra                                   | Sindaco | [ 17 ] |
| 8 giugno 2009  | 22 aprile 2013 | Bruno Valentini  | centro-sinistra                                   | Sindaco | [ 17 ] |
| 26 maggio 2014 | 27 maggio 2019 | Raffaella Senesi | centro-sinistra                                   | Sindaco | [ 17 ] |
| 27 maggio 2019 | 10 giugno 2024 | Andrea Frosini   | Centro-Sinistra per Monteriggioni Frosini Sindaco | Sindaco | [ 17 ] |
| 10 giugno 2024 | in carica      | Andrea Frosini   | Centro-Sinistra per Monteriggioni                 | Sindaco | [ 17 ] |

### Gemellaggi
- La Guera